# حبیب‌الله بی‌آزار
حبیب‌الله بی‌آزار (۴ بهمن ۱۳۲۹ – ۲۷ فروردین ۱۳۸۷) معاون وزیر آموزش و پرورش در ۴ دولت جمهوری اسلامی، سفیر ایران در کشور یونان، آلبانی، بلغارستان و مشاور کمال خرازی، وزیر اسبق امور خارجه ایران بود.

## زندگی
حبیب اله بی آزار، در سال ۱۳۲۹ خورشیدی در قم متولد شد. بعد از طی دوره دبیرستان در دبیرستان حکیم نظامی قم، برای تحصیل در رشته زمین‌شناسی وارد دانشگاه تهران شد. همزمان با تحصیل در رشته زمین‌شناسی، در رشته علوم تربیتی از دانشگاه تهران فارغ‌التحصیل گردید و پس از طی دوره خدمت سربازی به عنوان دبیر در شهرستان ایلام، برای ادامه تحصیل به آمریکا رفت. در آمریکا، همزمان در مقطع فوق لیسانس و در دو رشته مهندسی بهداشت محیط و زمین‌شناسی، در دانشگاه‌های اوکلاهما و کانزاس به تحصیل ادامه داد. همزمان با تحصیل در ایالات متحده آمریکا، به همکاری با انجمن اسلامی دانشجویان پرداخت. با پیروزی انقلاب ۱۳۵۷ در ایران، تحصیل در آمریکا را نیمه تمام رها کرد و به کشور بازگشت. با بازگشت به ایران، به وزارت آموزش و پرورش رفت و در سال ۱۳۵۸ با حکم محمدعلی رجایی، به عنوان معاون فنی و حرفه‌ای وزارت آموزش و پرورش منصوب شد. در طول دوران وزارت محمدجواد باهنر، معاون وزیر آموزش و پرورش بود. بعد تر در دوران وزارت علی‌اکبر پرورش و سید کاظم اکرمی، معاون آموزشی وزارت آموزش و پرورش بود. مدتی در سازمان مرکزی نهضت سواد آموزی، معاون آموزشی محسن قرائتی شد. بعدتر به وزارت خارجه رفت و رئیس اداره امور دانشجویی و بورس‌ها شد. در سال ۱۳۶۶ با پیشنهاد علی‌اکبر ولایتی و با حکم رئیس‌جمهور وقت، سید علی خامنه‌ای، به عنوان سفیر جمهوری اسلامی ایران در کشور یونان منصوب شد. بعد از پایان مأموریت در یونان، مجدداً در سال ۱۳۷۰ به درخواست محمدعلی نجفی، وزیر وقت آموزش و پرورش در کابینه هاشمی رفسنجانی، به عنوان معاون وزیر آموزش و پرورش در امور آموزشی مشغول به کار شد. در سال ۱۳۷۲ به عنوان معاون پارلمانی و امور استانهای وزارت آموزش و پرورش منصوب شد و تا دوم خرداد ۱۳۷۶، معاون پارلمانی وزارت آموزش و پرورش بود. بعد از انتخاب سید محمد خاتمی به ریاست جمهوری، به وزارت امورخارجه بازگشت و به سمت مشاور وزیر و بازرس ویژه کمال خرازی، وزیر وقت امور خارجه منصوب شد. در سال ۱۳۸۰ به پیشنهاد کمال خرازی و با حکم سید محمد خاتمی، به عنوان سفیر ایران در کشور آلبانی منصوب شد. با روی کار آمدن محمود احمدی‌نژاد، یکی از گزینه‌های رئیس‌جمهور برای وزارت آموزش و پرورش بود. در سال ۱۳۸۴، به پیشنهاد منوچهر متکی، و با حکم محمود احمدی‌نژاد، به عنوان سفیر و نماینده تام‌الاختیار جمهوری اسلامی ایران در کشور بلغارستان منصوب شد.

## درگذشت
وی ماه‌ها با سرطان معده درگیر بود، اما صبح روز سه‌شنبه ۲۷ فروردین ۱۳۸۷ پس از بستری شدن چند روزه در بخش مراقبت‌های ویژه در بیمارستان ارتش شهر صوفیه، درگذشت.
مراسم تشییع وی روز پنجشنبه ۲۹ فروردین ساعت ۹ صبح از حسینیه حجت واقع در بازار دوم نازی آباد برگزار شد.